# Andrés Ramos Mattei
Andrés Antonio ("Tony") Ramos Mattei (5 de noviembre de 1941 – 11 de febrero de 1988) fue un historiador puertorriqueño especializado en la historia de la industria del azúcar en la isla. Está considerado como la "autoridad definitiva" en el tema de la industria del azúcar de Puerto Rico.[cita requerida]

## Primeros años
Ramos Mattei Nació en Ponce, Puerto Rico, en 1941. Estudió en el Colegio Ponceño de Varones, hoy Colegio Ponceño y en el Colegio San Antonio en Río Piedras. En 1959 entró como postulante con los hermanos de la Compañía de María (Marianistas) de la provincia de Nueva York. Cursó estudios en la Universidad de Dayton, Ohio y en 1962 obtuvo su bachillerato por la Universidad de Villanova en Filadelfia, luego de retirarse de la vida religiosa. 

## Carrera
En 1968 obtuvo su maestría en historia del Brooklyn College con una tesis sobre el Estado Libre Asociado. Luego de varios años como profesor en la Universidad de Puerto Rico, recinto de Río Piedras, y luego de realizar una labor intensa de investigación (entre otras cosas, se comunicó con los fabricantes de las maquinarias para las centrales azucareras puertorriqueñas, en Escocia y Estados Unidos) obtuvo su doctorado por la Universidad de Londres en el 1977. 
De vuelta a la cátedra, continuó con sus investigaciones y estimuló a una generación de estudiantes, junto su compañero Gervasio García. En la década de 1980 se interesó por el tema de Betances y el sueño de una confederación antillana. 
Andrés Ramos Mattei está considerado por sus pares en la profesión como "una figura importante en el mundo de historia de azúcar...Uno de sus más hábiles y logrados en este oficio...Una potencia entre historiadores de Puerto Rico y el Caribe, y un investigador de entre los mejores entre los estudiosos de la industria del azúcar".
La trayectoria de Andrés Ramos Mattei fue polifacética, como lo fueron sus trabajos académicos. En su acercamiento a Puerto Rico en general, adoptó una perspectiva abarcadora de los asuntos locales que incluyó el contexto internacional. Su trabajo era a menudo explícitamente comparativo pero con un giro  regional que incluía todo el Caribe en sus implicaciones. Fue miembro activo  de la Asociación de Historiadores del Caribe, donde fue clave para establecer interacción fructífera entre sus historiadores amigos en Puerto Rico y aquellos de otras naciones de Caribe.

## Intereses políticos
La pasión intelectual de Andrés Ramos Mattei giró alrededor de los procesos históricos que se dieron particularmente en la sociedad puertorriqueña a la que él perteneció y en donde escribió sobre su eterna  tragedia colonial. En ese contexto se interesó sobre todo en la vida y pensamiento de Ramon Emeterio Betances, el abolicionista, revolucionario, y "padre del nación puertorriqueña". Las contribuciones de Ramos Mattei a este campo han sido casi tan intensas como sus contribuciones a la historia de la industria de la caña de azúcar.

## Trabajos
Ramos Mattei Es mayormente conocido por su trabajo sobre la transición del sistema de haciendas a la moderna combinación de tierra-y-fábrica en el sector azucarero de Puerto Rico. Su libro titulado "La hacienda azucarera" es un estudio de hito, basado en una investigación en los archivos de la hacienda Serrallés, también conocida como "Hacienda Mercedita" en Ponce.
- La hacienda azucarera : su crecimiento y crisis en Puerto Rico (siglo XIX). Centro de Estudios de la Realidad Puertorriquena (CEREP). San Juan, Puerto Rico. 1981.
- Betances en el ciclo revolucionario antillano: 1867-1875 San Juan, Puerto Rico. 1987.
- Azúcar y esclavitud en Puerto Rico: la formación de la economía de haciendas en Ponce, 1815-1845. In, "Azúcar y esclavitud." Ed. Andrés A. Ramos Mattei. Río Piedras, Puerto Rico: Oficina de Publicaciones de la Facultad de Humanidades, Universidad de Puerto Rico. 1982.
- La sociedad del azúcar en Puerto Rico, 1870-1910. Universidad de Puerto Rico, Recinto de Río Piedras. Rio Piedras, Puerto Rico. 1988.

## Muerte
Ramos Mattei Murió el 11 de febrero de 1988, en la edad de 47, en Nuevo Brunswick, New Jersey, después de una batalla larga con cáncer.

## Honores y reconocimientos
En 2009, la Asociación de Historiadores de Caribe honored le emitiendo un premio profesional en su honor. Es también reconocido en Ponce, en el  Parque de ciudadanos ilustres de Ponce.